# Kolonia Dębice (Dębice)
Kolonia Dębice – nieoficjalna kolonia wsi Dębice, w województwie zachodniopomorskim, w powiecie goleniowskim, w  gminie Maszewo. 
Miejscowość położona przy drodze powiatowej łączącej Dębice z miejscowością Bagna. Nieopodal przebiega droga wojewódzka nr 106. 
W Kolonii Dębice dominuje zabudowa o charakterze mieszkaniowym, jednorodzinnym. Istnieją tam również budynki usługowe oraz zagrody rolnicze. 

Okoliczne miejscowości: Bagna, Bęczno, Dębice, Leszczynka, Maszewko.